# Onuris papillosa
Onuris papillosa är en korsblommig växtart som beskrevs av Otto Eugen Schulz. Onuris papillosa ingår i släktet Onuris och familjen korsblommiga växter. Inga underarter finns listade i Catalogue of Life.